# LEGO マーベル スーパー・ヒーローズ ザ・ゲーム
『LEGO マーベル スーパー・ヒーローズ ザ・ゲーム』（Lego Marvel Super Heroes）は、TT Gamesが開発し、ワーナー・ブラザースより発売されたアクションアドベンチャーゲーム。OS X版のみFeral Interactiveからの発売となっている。日本では、PlayStation 3、PlayStation 4、Wii U、ニンテンドー3DSの4形態で2015年1月22日に発売され、Nintendo Switch版が2021年12月16日に発売予定。海外ではPlayStation 4およびXbox One版はローンチタイトルの一つとなっている（欧州のみXbox One版は1週間の発売延期）。また、海外のみ携帯機版は『Lego Marvel Super Heroes: Universe in Peril』と副題が付けられている。

## 概要
『レゴシティ アンダーカバー』（以下前々作）のように大部分がレゴブロックで作られたオープンワールドの世界を舞台に、アベンジャーズやファンタスティック・フォー、X-メンなどマーベルのスーパーヒーローたちを操作し、地球征服を狙うドクター・ドゥームやロキらを始めとするヴィランたちの野望を阻止する。舞台となるのはアメリカのニューヨークシティ・マンハッタンで、前々作のように各地に散らばるコンプリートアイテムを集める事ができる（ただし前々作と違いレゴブロックアイテムは無く、これは従来のレゴゲームシリーズと共通している）。Wii U版は前々作同様、マップがゲームパッドに常時表示される仕様となっている。広さは前々作と比べて狭く、背景には映っているがストーリーをクリアしても開放されない橋が存在する（永久に終わらない工事作業で封鎖中という設定である）。ゴールドブロックの数は前作『LEGO ムービー ザ・ゲーム』から大幅に増え、250個となった（ただしやはり前々作よりは数が少ない）。この個数は次回作や、国内未発売の次々回作にも引き継がれたが、2015年11月5日に国内発売された『LEGO ジュラシック・ワールド』で久しぶりに個数が変更され275個となった。

## 登場キャラクター
操作可能なキャラクターは総勢150体。ストーリーを進めると、ヴィラン側のキャラクターも操作することが可能となる（一部のヴィランキャラクターは、100%クリアを目指すためには必要となる）。

### ヒーロー
アイアンマン（声：藤原啓治）
キャプテン・アメリカ（声：丸山壮史）
ハルク（声：田坂浩樹）
スパイダーマン（声：猪野学）
ミスター・ファンタスティック（声：水越健）
ウルヴァリン（声：山路和弘）
ソー（声：藤真秀）
ホークアイ
ブラック・ウィドウ（声：ブリドカットセーラ恵美）
ヒューマン・トーチ
サイクロップス（声：白川周作）
ジーン・グレイ
ストーム
ビースト
アイスマン
シング
ニック・フューリー（声：手塚秀彰）
プロフェッサーX（声：麦人）
デアデビル（声：小山力也）
ゴーストライダー（声：大塚明夫）

### ヴィラン
ドクター・ドゥーム
ロキ（声：江藤博樹）
マグニートー
アボミネーション（声：麦人）
サンドマン
ドクター・オクトパス（声：白川周作）
グリーン・ゴブリン
ヴェノム
セイバートゥース（声：中村浩太郎）
ミスティーク
マンダリン
レッド・スカル（声：小山力也）
ジャガーノート
M.O.D.O.K.（モードック）
ギャラクタス（声：中村浩太郎）

### その他
シルバーサーファー（声：江藤博樹）
デッドプール（声：白川周作）
スタン・リー